# دیوید تیمور
دیوید تیمور (انگلیسی: David Timor؛ زادهٔ ۱۷ اکتبر ۱۹۸۹) بازیکن فوتبال اهل اسپانیا است.
از باشگاه‌هایی که در آن بازی کرده‌است می‌توان به باشگاه فوتبال ژیرونا، باشگاه فوتبال لگانس، باشگاه فوتبال رئال وایادولید، و باشگاه فوتبال اوساسونا اشاره کرد.